# Medweschje (Chomutowka)
Medweschje (russisch Медвежье) ist ein Dorf (derewnja) in der Oblast Kursk in Russland. Es gehört zum Rajon Chomutowka und zur Landgemeinde (selskoje posselenije) Petrowski selsowjet.

## Geographie
Der Ort liegt gut 95 km Luftlinie westlich des Oblastverwaltungszentrums Kursk im südwestlichen Teil der Mittelrussischen Platte, 24 km südöstlich des Rajonverwaltungszentrums Chomutowka, 9 km vom Sitz des Dorfsowjet – Pody, 27 km von der Grenze zwischen Russland und der Ukraine, am Fluss Suchaja Amonka (Nebenfluss des Seim).

### Klima
Das Klima im Ort ist wie im Rest des Rajons kalt und gemäßigt. Es gibt während des Jahres eine erhebliche Niederschlagsmenge. Dfb lautet die Klassifikation des Klimas nach Köppen und Geiger.

## Bevölkerungsentwicklung
| Jahr | Einwohner |
| ---- | --------- |
| 2002 | 63        |
| 2010 | 1         |

Anmerkung: Volkszählungsdaten

## Verkehr
Medweschje liegt 28,5 km von der Fernstraße föderaler Bedeutung M3 Ukraina (Moskau – Kaluga – Brjansk – Grenze zur Ukraine), 26 km von der Straße A 142 (Trosna – M3 Ukraina), 13 km von der Straße regionaler Bedeutung 38K-040 (Chomutowka – Rylsk – Gluschkowo – Tjotkino – Grenze zur Ukraine), 2 km von der Straße interkommunaler Bedeutung 38N-708 (38K-040 – Pody – Petrowskoje), 1,5 km von der Straße 38N-024 (Bogomolow – Kapystitschi – Grenze zum Rajon Rylsk) und 32 km von der nächsten Eisenbahnhaltestelle 536 km (Eisenbahnstrecke Nawlja – Lgow-Kijewskij) entfernt.
Der Ort liegt 178 km vom internationalen Flughafen von Belgorod entfernt.